# Claudio Biaggio
Claudio Darío Biaggio (* 2. Juli 1967 in Santa Rosa) ist ein ehemaliger argentinischer Fußballspieler.

## Karriere

### Verein
Biaggio begann seine Karriere bei CA Belgrano, wo er von 1986 bis 1988 spielte. Danach spielte er in Argentinien bei Peñarol Montevideo (1989–1990), Danubio FC (1990–1992), San Lorenzo (1992–1996, 1997–1999), Girondins Bordeaux (1996–1997) und CA Colón (1999–2001). 2001 folgte dann der Wechsel zu Avispa Fukuoka. Anschließend wechselte er jede Saison den Verein. 2006 beendete er seine Spielerkarriere.

### Nationalmannschaft
Im Jahr 1995 debütierte Biaggio für die argentinische Fußballnationalmannschaft. Es blieb sein einziges Länderspiel.

## Errungene Titel
- Primera División (Argentinien): 1994/95